# بيتار فوتسوف
بيتار فوتسوف (بالبلغارية: Петър Вуцов)‏ هو لاعب كرة قدم بلغاري في مركز الوسط، ولد في 7 أغسطس 2000 في فارنا في بلغاريا. لعب مع نادي تشيرنو مور فارنا.

## وصلات خارجية
- بيتار فوتسوف على موقع قاعدة بيانات كرة القدم.إي يو (الإنجليزية)
- بيتار فوتسوف على موقع Soccerway.com (الإنجليزية)